# الکساندرا پال
الکساندرا پال (انگلیسی: Alexandra Paul؛ زادهٔ ۲۹ ژوئیهٔ ۱۹۶۳) هنرپیشه و مانکن اهل ایالات متحده آمریکا است.
او در فیلم‌هایی مانند دام، قطار مرگبار و نگهبان شب بازی کرده‌است.